# 霍猛 (導演)
霍猛（1984年6月25日—），男，汉族，生於中國大陸河南周口市太康縣，中國大陸電影導演、編劇、製作人。柏林影展最佳導演銀熊獎得主。

## 生平
2006年畢業於中國傳媒大學法律專業，2009年取得中国传媒大学电影学专业硕士学位。
2018年，憑藉電影《過昭關》獲第2屆平遙國際電影展費穆榮譽-最佳導演獎、華語新生代·青年評審榮譽、第22屆上海國際影展電影頻道傳媒大獎最受傳媒關注導演獎、第11屆中國電影導演協會2019年度表彰大會年度青年導演獎。
2025年，憑藉電影《生息之地》入選第75屆柏林影展正式競賽單元，最終獲得最佳導演銀熊獎，他是首位获得该奖的内地导演。

## 作品
- 2015年：《我的狐朋狗友》
- 2018年：《過昭關》
- 2025年：《生息之地》

## 榮譽
| 頒獎典禮                               | 獎項                               | 受獎作品     | 結果 |
| -------------------------------------- | ---------------------------------- | ------------ | ---- |
| 第2屆平遙國際電影展                    | 費穆榮譽-最佳導演獎                | 《過昭關》   | 獲獎 |
| 第2屆平遙國際電影展                    | 華語新生代·青年評審榮譽            | 《過昭關》   | 獲獎 |
| 第22屆上海國際影展                     | 電影頻道傳媒大獎最受傳媒關注導演獎 | 霍猛         | 獲獎 |
| 第11屆中國電影導演協會2019年度表彰大會 | 年度青年導演獎                     | 霍猛         | 獲獎 |
| 第75屆柏林影展                         | 金熊獎                             | 《生息之地》 | 提名 |
| 第75屆柏林影展                         | 最佳導演銀熊獎                     | 《生息之地》 | 獲獎 |

## 外部連結
- 豆瓣电影上《霍猛》的資料 （简体中文）